# ビル・トッテン
ビル・トッテン（Bill Totten, 1941年 -）は、アメリカ合衆国出身の実業家、評論家。株式会社アシスト代表取締役会長。2006年9月に日本国籍を取得している。ペンネームは、賀茂川耕助。

## 経歴
1941年に、アメリカ合衆国カリフォルニア州に生まれる。カリフォルニア州立大学卒業後、ロックウェル社、システム・デベロップメント（SDC）に勤務する。SDC在職中に南カリフォルニア大学の経済学博士号を取得。
1969年に来日。1972年にパッケージソフトウェア販売会社「アシスト」を日本で設立した。一般消費者向け市販ソフトウェアとしては、1989年に日本語ワードエディタや表計算ソフトの日本初の価格破壊を行い、大ヒット商品になった。
日米経済摩擦が烈しかった1990年に、米国政府の姿勢を厳しく批判した処女作『日本は悪くない』を上梓。以後も日米問題についての著書を精力的に執筆し、米国の政治・経済・社会に対する厭悪や、日本人の米国への無批判な礼賛に対する危惧や、バブル崩壊前の日本の美風に対する愛好を表明した著書を多数出した。この姿勢が米国政府の反感を招き、ブラックリストに載せられたことから、米国を見限ることを決意し、2006年に日本国籍を取得した。
家庭菜園を皮切りとして、2006年にアシスト社内に「農芸研究プロジェクト」を立ち上げた。
2012年1月1日付でアシスト社の代表取締役会長に就任。これに伴いアシスト社のサイトで連載していたコラム「Our World」については個人ブログに移行している。
過去にはTBSテレビのブロードキャスターのコメンテーターを務めるなど、テレビや講演活動でも活躍している。

## 主張
日米安保条約への反対や、反米を条件とした親日の思想が強い。
- 改憲論者として知られており、日本国憲法は外国製の憲法であるとし、それを改正しなければ日本は独立できないとしている[5]。
- 北朝鮮による日本人拉致問題については、日本に否定的主張を持つ[6]。
- JR福知山線脱線事故についてはブロードキャスターで「国鉄を民営化しなければ起こらなかった」という趣旨のコメントをした。名指しこそ避けたものの、のちに『私の履歴書』を執筆した経済学者の加藤寛によって「国鉄民営化が事故を発生させたとする向きもあるが、実は旧国鉄の悪しき体質が事故を発生させた」と反論されている。
- 自著『課税による略奪が日本経済を殺した』において、所得税・法人税・相続税・消費税廃止を訴えると共に地価税、新規取得を除く株式売買税、外国為替課税、年間消費額に応じた累進課税を提唱している。

## 著書
- 『日本は悪くない～アメリカの日本叩きは「敗者の喧噪」だ』高橋呉郎訳（ごま書房、1990年）ISBN 978-4341170196
- 『わが日米経営比較論』（経済界、1991年）ISBN 978-4766770100
- 『転機に立つ日本～日本人よ、勤労の精神を忘れるな』（光文社・カッパブックス、1992年）ISBN 978-4334005276
- 『日本人はアメリカにだまされている～このままでは日本人の99%は幸せになれない』高橋呉郎訳（ごま書房、1994年）
- 『目を覚ませ、お人好しの日本―いつまでアメリカにだまされれば気がすむのか』根井和美 訳（ごま書房、1995年）ISBN 978-4341170752
  - 『日本はアメリカに負けていない』（目を覚ませ、お人好しの日本） 改題（ごま書房、1998年）ISBN 978-4341310028
- 『日本はアメリカの属国ではない～あなたは、アメリカが日本の納税者から六兆円もの金を搾取している事実を知っているか』喜田真弓 訳（ごま書房、1997年）
- 『アメリカは日本を世界の孤児にする―日米ガイドラインは、日本を戦争に巻き込むアメリカの罠だ!!』パトリック・ヒートン 訳（ごま書房、1997年）ISBN 978-4341171575 ISBN 978-4341310103（改訂版）
- 『アメリカ型社会は日本人を不幸にする―「実力主義」は日本に合わない』（大和書房、1998年）ISBN 978-4479790389
- 『必ず日本はよみがえる！～さらばグローバルスタンダード』（PHP研究所、1998年） ISBN 978-4569604428
- 『日本は日本のやり方で行け！―アメリカに負けない方策』（PHP研究所、1998年） ISBN 978-4569601434
- 『消費不況・こうして突破する!―発想の大転換』（PHP研究所、1999年）ISBN 978-4569606934
- 『アングロサクソンは人間を不幸にする―アメリカ型資本主義の正体』（PHP研究所、2000年）のち文庫
- 『「脱アメリカ」が日本を復活させる』（徳間書店、2000年）ISBN 978-4198612559
- 『銀行は強盗、外資はハイエナ―日本再生の処方箋』（小学館文庫、2002年）ISBN 978-4094030563
- 『日本は略奪国家アメリカを棄てよ～グローバリゼーションも共同幻想も必要ない』（ビジネス社、2007年）ISBN 978-4828413273
- 『愛国者の流儀』（PHP研究所、2008年）ISBN 978-4569697284
- 『「年収6割でも週休4日」という生き方』（小学館、2009年）ISBN 978-4093878746
- 『アングロサクソン資本主義の正体～100％マネーで日本経済は復活する』（東洋経済新報社、2010年）ISBN 978-4492395356
- 『「課税による略奪が日本経済を殺した」～「20年デフレ」の真犯人がついにわかった！～』（ヒカルランド、2013年）ISBN 978-4864710985
- 『本当はもっとよくなるニッポンの未来 ～脱グローバル経済で日本はよみがえる～』（ビジネス社、2013年）ISBN 978-4828417264
- 『課税による略奪が日本経済を殺した 「20年デフレ」の真犯人がついにわかった!』ヒカルランド, 2013.2

### 共著
- 『うろたえるな、日本～アジアから見た日米関係』（大前研一、田原総一朗との共著、ごま書房、1994年）ISBN 978-4198501648
- 『激論・日本型経営は正しい』（ビジネス社、1999年）ISBN 978-4828408156
- 『論語に学ぶ「人の道」』呉智英,野村興児,船井幸雄,孔健共著（ビジネス社、1999年）ISBN 978-4828408255
- 『「能力なき者は去れ」で、日本は本当に甦るか―大激論どうする!3600万サラリーマン』（江坂彰との共著、現代書林、2000年）
- 『GOODNESS―「良い」会社になる「良い」会社にする』（JIPMソリューション、2004年）ISBN 978-4889562583
- 『世界経済の分断点を乗り越えよみがえる日本 コロナ恐慌後の「希望」を読み解く』馬渕睦夫共著. ビジネス社, 2020.6

### 論文
- CiNii>ビル・トッテン